# MUFON
Zajednička NLO mreža, odnosno MUFON (eng. Mutual UFO Network), američka neprofitna organizacija sa sjedištem u gradu Irvine, Kalifornija koja djeluje u svih pedeset saveznih država, kao i u više od 43 države svijeta. Cilj djelovanja organizacije je istraživanje fenomena NLO-a i povezivanje s ostalim svjetskim organizacijama koje se bave istraživanjem tog fenomena u svrhu djeljenja prikupljenih informacija. Organizacija se nalazi pod kritikama zbog toga što se cilj njenog istraživanja smatra pseudoznanstvenim, ali i zbog nedostatka korištenja znanstvenih metoda u istraživanju.

## Povijest organizacije
Organizacija je osnovana 31. svibnja 1969. godine pod nazivom "Srednjozapadna NLO mreža" (Midwest UFO Network), koja je djelovala na području država Wisconsin, Michigan, Minnesota, Illinois, Iowa i Missouri. Prvi direktor organizacije bio je Allen Utke, profesor kemije na Sveučilištu Wisconsin. Godine 1970. zamijenio ga je Walter H. Andrus ml., koji je ostao na toj poziciji do 2000. godine.
S vremenom se djelovanje MUFON-a proširilo na gotovo sve američke savezne države, čime je organizacijski i djelovanjem izašlo iz uske regionalne razine, zbog čega je 1973. godine ime organizacije promijenjeno iz sjeverozapadna u "Zajednička NLO mreža" (Mutual UFO Network) i time je zadržan dotadašnji akronim MUFON. Godine 1982. MUFON je organizirao zajednički simpozij više organizacija koje se bave fenomenima NLO-a u Torontu u Kanadi, gdje se javila ideja stvaranja federacije sjevernoameričkih organizacija. Godinu dana kasnije, 1983., stvorena je "Sjevernoamerička UFO federacija" (North American UFO Federation, akr. NAUFOF), na čelu s dr. Richardom Hainesom, koja je potrajala manje od dvije godine. Poslije raspada te federacije, dr. Haines je počeo rad na povezivanju američkih i ruskih ufologa, što je započeto 1994. godine, tijekom MUFON-ovog NLO simpozija u Austinu, Teksas.
Godine 2000. Andrus ml. je sišao s pozicije direktora, a njegovo mjesto preuzeo je John F. Schuessler, jedan od osnivača MUFON-a, koji je umirovljen u studenom 2006. godine. Novim međunarodnim direktorom MUFON-a postao je James Carrion, koji je sklopio ugovor s komapnijom Bigelow Aerospace, ali došlo je do sabotaže projekta, zbog čega je Carrion podnio ostavku 2009. godine. Poslije Carrionove ostavke, vodstvo u organizaciji preuzeo je Clifford Clift, koji je vodio MUFON do siječnja 2012. godine. U veljači iste godine izabran je David MacDonald za novog direktora organizacije, ali je već godinu dana kasnije objavljeno da će direktorsku poziciju preuzeti Jan C. Harzan.

## Zanimljivosti
- MUFON UFO Journal je najcpouzdaniji časopis s tematikom NLO-a na svijetu.
- Organizacija drži u svom vlasništvu računalni UFO Case Management System (CMS) s preko 100.000 slučajeva viđenja NLO-a.
- Ima svoju pretplatničku MUFON TV.